# Trophée Éric Bompard de 2014
Trophée Éric Bompard de 2014 foi a vigésima oitava edição do Trophée Éric Bompard, um evento anual de patinação artística no gelo organizado pela Federação Francesa de Esportes no Gelo (em francês:  Federation Française des Sports de Glace), e que fez parte do Grand Prix de 2014–15. A competição foi disputada entre os dias 21 de novembro e 23 de novembro, na cidade de Bordeaux, França.

## Eventos
- Individual masculino
- Individual feminino
- Duplas
- Dança no gelo

## Medalhistas
| Evento                        | Ouro                                             | Prata                                | Bronze                                             |
| Individual masculino detalhes | Maxim Kovtun · Rússia                            | Tatsuki Machida · Japão              | Denis Ten · Cazaquistão                            |
| Individual feminino detalhes  | Elena Radionova · Rússia                         | Yulia Lipnitskaya · Rússia           | Ashley Wagner · Estados Unidos                     |
| Duplas detalhes               | Ksenia Stolbova · Fedor Klimov · Rússia          | Sui Wenjing · Han Cong · China       | Wang Xuehan · Wang Lei · China                     |
| Dança no gelo detalhes        | Gabriella Papadakis · Guillaume Cizeron · França | Piper Gilles · Paul Poirier · Canadá | Madison Hubbell · Zachary Donohue · Estados Unidos |

## Resultados

### Individual masculino
| Pos.              | Nome               | Nacionalidade  | Pontos | PC         | PL          |
| ----------------- | ------------------ | -------------- | ------ | ---------- | ----------- |
| Medalha de ouro   | Maxim Kovtun       | Rússia         | 243.35 | 77.11 (6)  | 166.24 (1)  |
| Medalha de prata  | Tatsuki Machida    | Japão          | 237.74 | 88.70 (2)  | 149.04 (2)  |
| Medalha de bronze | Denis Ten          | Cazaquistão    | 236.28 | 91.78 (1)  | 144.50 (5)  |
| 4                 | Konstantin Menshov | Rússia         | 233.22 | 87.47 (3)  | 145.75 (4)  |
| 5                 | Adam Rippon        | Estados Unidos | 225.42 | 76.98 (7)  | 148.44 (3)  |
| 6                 | Adian Pitkeev      | Rússia         | 219.38 | 76.21 (8)  | 143.17 (7)  |
| 7                 | Richard Dornbush   | Estados Unidos | 219.27 | 80.24 (4)  | 139.03 (8)  |
| 8                 | Yan Han            | China          | 216.85 | 73.18 (10) | 143.67 (6)  |
| 9                 | Chafik Besseghier  | França         | 211.24 | 78.22 (5)  | 133.02 (9)  |
| 10                | Douglas Razzano    | Estados Unidos | 194.24 | 64.98 (11) | 129.26 (10) |
| 11                | Florent Amodio     | França         | 193.00 | 75.07 (9)  | 117.93 (11) |

### Individual feminino
| Pos.              | Nome               | Nacionalidade    | Pontos | PC         | PL         |
| ----------------- | ------------------ | ---------------- | ------ | ---------- | ---------- |
| Medalha de ouro   | Elena Radionova    | Rússia           | 203.92 | 67.28 (1)  | 136.64 (1) |
| Medalha de prata  | Yulia Lipnitskaya  | Rússia           | 185.18 | 66.79 (2)  | 118.39 (2) |
| Medalha de bronze | Ashley Wagner      | Estados Unidos   | 177.74 | 61.35 (3)  | 116.39 (4) |
| 4                 | Courtney Hicks     | Estados Unidos   | 172.58 | 55.70 (6)  | 116.88 (3) |
| 5                 | Maé-Bérénice Méité | França           | 169.46 | 57.61 (5)  | 111.85 (5) |
| 6                 | Maria Artemieva    | Rússia           | 162.49 | 58.38 (4)  | 104.11 (7) |
| 7                 | Samantha Cesario   | Estados Unidos   | 161.70 | 55.19 (7)  | 106.51 (6) |
| 8                 | Haruka Imai        | Japão            | 154.70 | 54.72 (8)  | 99.98 (8)  |
| 9                 | Eliška Březinová   | República Tcheca | 144.29 | 48.28 (10) | 96.01 (9)  |
| 10                | Veronik Mallet     | Canadá           | 139.64 | 45.07 (11) | 94.57 (11) |
| 11                | Laurine Lecavelier | França           | 139.54 | 44.03 (12) | 95.51 (10) |
| 12                | Anna Ovcharova     | Suíça            | 133.23 | 50.15 (9)  | 83.08 (12) |

### Duplas
| Pos.              | Nome                                    | Nacionalidade  | Pontos | PC        | PL         |
| ----------------- | --------------------------------------- | -------------- | ------ | --------- | ---------- |
| Medalha de ouro   | Ksenia Stolbova / Fedor Klimov          | Rússia         | 209.81 | 71.20 (1) | 138.61 (1) |
| Medalha de prata  | Sui Wenjing / Han Cong                  | China          | 200.68 | 67.27 (2) | 133.41 (2) |
| Medalha de bronze | Wang Xuehan / Wang Lei                  | China          | 181.97 | 63.25 (3) | 118.72 (4) |
| 4                 | Alexa Scimeca / Chris Knierim           | Estados Unidos | 179.32 | 59.04 (4) | 120.28 (3) |
| 5                 | Vanessa James / Morgan Ciprès           | França         | 167.88 | 54.20 (5) | 113.68 (5) |
| 6                 | Nicole Della Monica / Matteo Guarise    | Itália         | 161.13 | 53.34 (6) | 107.79 (7) |
| 7                 | Kirsten Moore-Towers / Michael Marinaro | Canadá         | 159.13 | 51.07 (7) | 108.06 (6) |
| 8                 | Miriam Ziegler / Severin Kiefer         | Áustria        | 138.92 | 50.01 (8) | 88.91 (8)  |

### Dança no gelo
| Pos.              | Nome                                    | Nacionalidade  | Pontos | PC        | PL         |
| ----------------- | --------------------------------------- | -------------- | ------ | --------- | ---------- |
| Medalha de ouro   | Gabriella Papadakis / Guillaume Cizeron | França         | 166.66 | 64.06 (1) | 102.60 (1) |
| Medalha de prata  | Piper Gilles / Paul Poirier             | Canadá         | 157.58 | 61.90 (2) | 95.68 (2)  |
| Medalha de bronze | Madison Hubbell / Zachary Donohue       | Estados Unidos | 152.11 | 60.19 (3) | 91.92 (3)  |
| 4                 | Sara Hurtado / Adrià Díaz               | Espanha        | 146.10 | 57.64 (4) | 88.46 (4)  |
| 5                 | Charlène Guignard / Marco Fabbri        | Itália         | 142.29 | 56.57 (5) | 85.72 (5)  |
| 6                 | Alexandra Paul / Mitchell Islam         | Canadá         | 138.99 | 55.17 (6) | 83.82 (6)  |
| 7                 | Rebeka Kim / Kirill Minov               | Coreia do Sul  | 115.95 | 45.66 (7) | 70.29 (7)  |

## Quadro de medalhas
| Ordem | País           | Medalha de ouro | Medalha de prata | Medalha de bronze |    | Ordem por total |
| ----- | -------------- | --------------- | ---------------- | ----------------- | -- | --------------- |
| 1     | Rússia         | 3               | 1                |                   | 4  | 1               |
| 2     | França         | 1               |                  |                   | 1  | 4               |
| 3     | China          |                 | 1                | 1                 | 2  | 2               |
| 4     | Canadá         |                 | 1                |                   | 1  | 4               |
| 4     | Japão          |                 | 1                |                   | 1  | 4               |
| 6     | Estados Unidos |                 |                  | 2                 | 2  | 2               |
| 7     | Cazaquistão    |                 |                  | 1                 | 1  | 4               |
| TOTAL | TOTAL          | 4               | 4                | 4                 | 12 | —               |